# Panic in the Nakayoshi World
Panic in Nakayoshi World é um jogo lançado em 1994 pela Bandai para o Super Nintendo. Possui vários personagens de diferentes séries de mangá publicado na revista Nakayoshi.

## Enredo
Um dia, um monte de monstros invadiu o mundo Nakayoshi, guiados pelo vilão King Daima. A princesa de cabelo azul da Nakayoshi World enviou uma mensagem urgente de socorro.
As quatro meninas se ofereceram para ajudar a princesa a expulsar o ímpio rei Daima e seus monstros de Nakayoshi World.

## As heroínas
- Sailor Moon\Usagi tsukino: a loira de roupa de marinheiro, personagem principal da série Sailor Moon

- Wapiko: a menina de cabelo roxo curto de "kingyo Chouuihou" ("Goldfish Warning")

- Kurumi: a garota loira no papel principal de "Kurumi a 7 Ninnokobitotachi" ("Kurumi e os 7 Anões")

- Nagisa: a menina de cabelos cor de rosa no vestido vermelho de "Chou Kuseni Narisou" ("Eu vou fazer disso um hábito", inédito no Brasil.)

## Jogabiliade
O modo história é dividida em cinco fases, com seis partes em cada fase. As quatro primeiras partes de cada fase são fases de puzzle normais, a quinta é uma rodada de bônus, e a sexta é uma luta de chefe.
Nas rodadas de puzzle a ideia básica é ou derrotar todos os quinze inimigos nessa rodada, ou derrotar 10-14 inimigos e passe pela porta que aparece juntamente com o aliado do jogador, todos antes que o tempo se esgote.
Nas rodadas de bônus, o objetivo é limpar os blocos e pegar tantos itens quanto possível antes que o tempo se esgote, a fim de se preparar para a próxima luta.
No modo de batalha, cada jogador compete para encontrar uma chave escondida em algum lugar dentro dos blocos. Uma vez que tenha sido tomada, uma porta vai aparecer depois de alguns segundos e o primeiro jogador que passar por ela com a chave ganha esse round particular.

## Tradução feita por fãs
O jogo foi traduzido para inglês por um grupo de fãs de Sailor Moon que se chamam de "Project: Sailor Moon". Esta tradução foi lançada em agosto de 2000, na forma de um patch IPS que substituiu todos os diálogos do jogo de japonês para inglês.